# 山西工程技术学院
山西工程技术学院是一所位于中华人民共和国山西省阳泉市的高等院校，2014年在原太原理工大学阳泉学院（资源）的基础上建立。目前，山西工程技术学院与阳泉职业技术学院两块牌子同时运行。

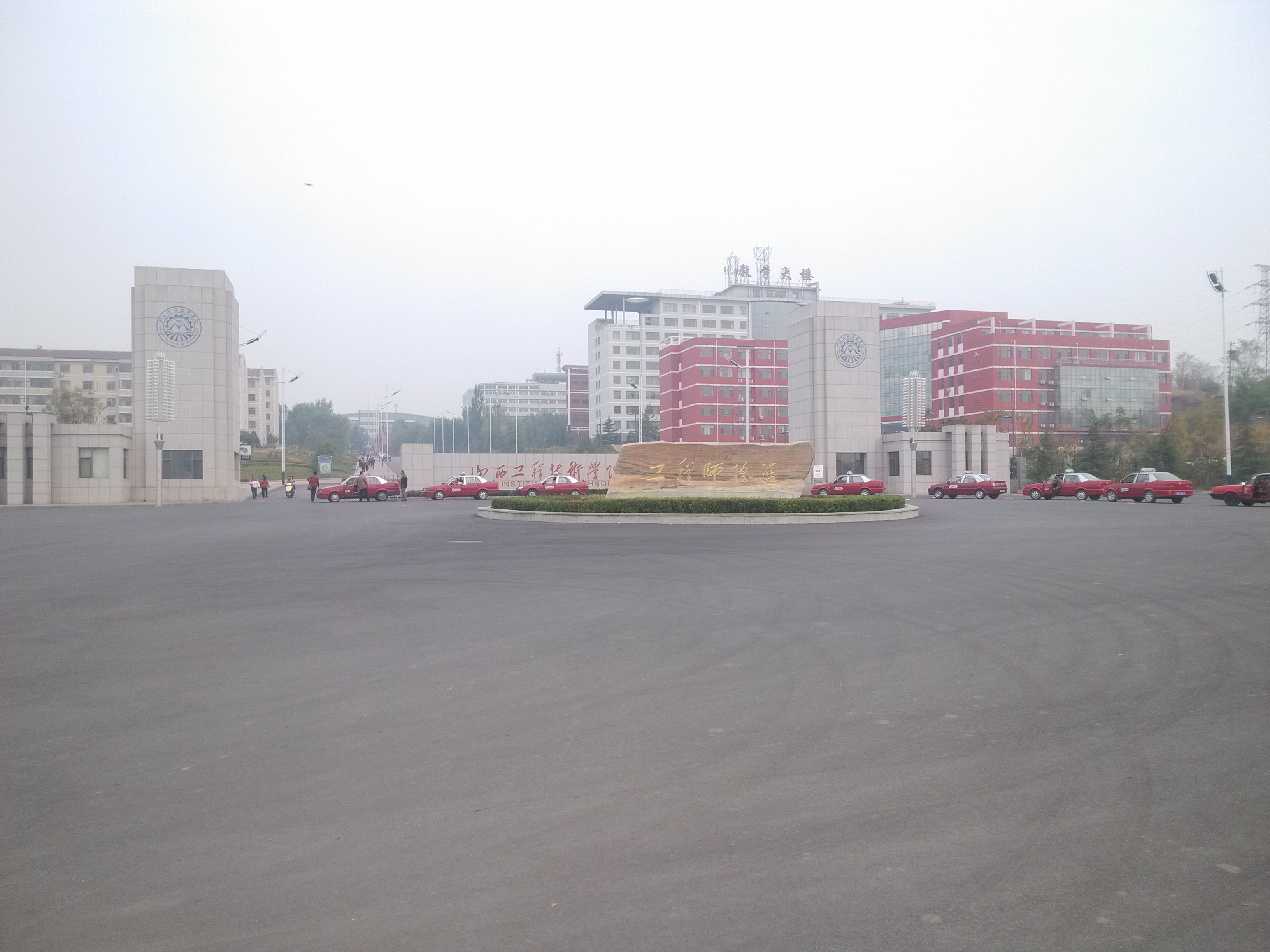
山西工程技术学院南大门

## 历史沿革
学校的前身是始建于1984年的山西矿业学院阳泉煤炭专科班。
- 1984年，山西矿业学院阳泉煤炭专科班创办。
- 1986年，山西省人民政府下文同意成立阳泉煤炭专科学校，仍归阳泉市人民政府领导。1990年4月，阳泉煤专由山西省教委接管[4]。
- 1999年3月，教育部下文批准在阳泉工业专科学校(筹建)、阳泉市教育学院和山西煤炭职工联合大学阳泉分校以及阳泉市职业专科班合并基础上筹建阳泉职业技术学校。
- 2001年4月，山西省人民政府同意将太原理工大学阳泉煤专班[5]更名为太原理工大学阳泉学院。
- 2002年4月，山西省人民政府同意正式成立阳泉职业技术学院。

在具体实施中，阳泉职业技术学院只是在太原理工大学阳泉学院、阳泉煤炭专科学校基础上建立的，其它几校未并入。阳泉职业技术学院与太原理工大学阳泉学院分别面向全国与山西招生。
- 2014年5月，教育部下文批准在太原理工大学阳泉学院（资源）基础上建立山西工程技术学院。[6]

## 院系设置
学校现有采矿工程系、地质与测量系、机械电子工程系、信息工程与自动化系、建筑工程系、管理工程系、经济贸易系、社会科学系等系。